# Opus tessellatum

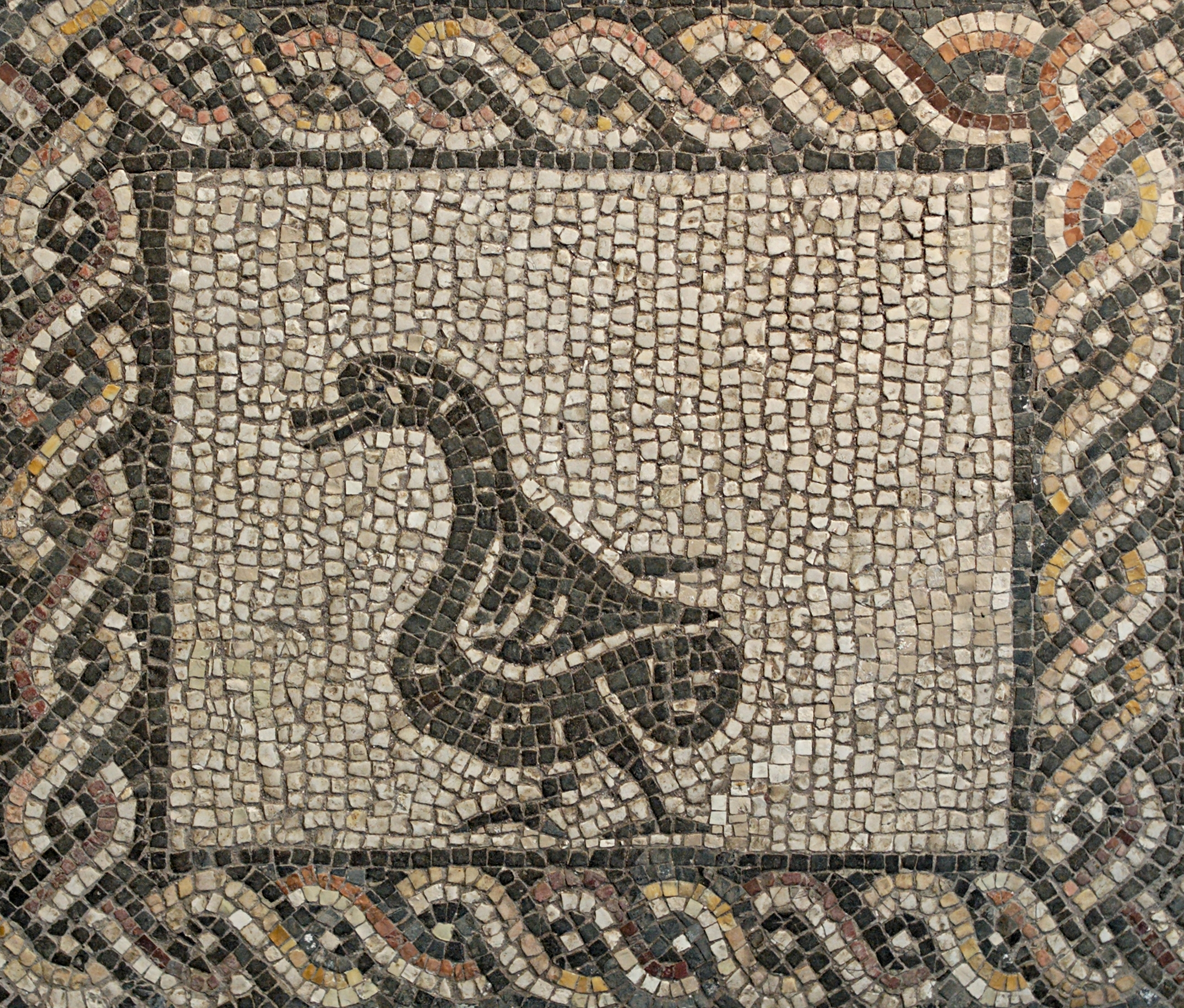
Mosaik in Opus tessellatum (3. Jahrhundert) im Museo Nazionale Romano; hauptsächlich vertikal angeordnete Linien für den Hintergrund hinter der Ente

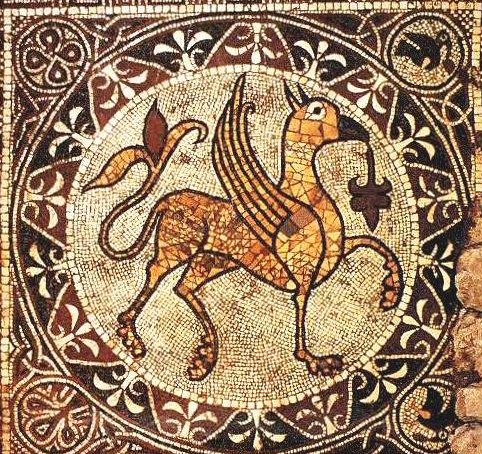
Mosaik in der Kathedrale von Bitonto, Greif in der Opus-sectile-Technik (größeren Platten aus verschiedenfarbigem Marmor), Hintergrund in der Opus tessellatum Technik, auch wenn die Linien nicht genau vertikal oder horizontal ausgerichtet sind und in verschiedenen Bildteilen ihre Laufrichtung ändern

Das Opus tessellatum (lateinisch opus ‚Werk‘) ist eine Technik, in der Mosaike aus Tesserae gefertigt werden.
Das Opus tessellatum wird gewöhnlich für Hintergründe verwendet, die aus horizontal oder vertikal angeordneten Linien bestehen – jedoch werden die Steinchen entweder in horizontalen oder vertikalen Linien angeordnet, jedoch nicht in regelmäßiger Gitteranordnung – also nicht gleichzeitig horizontal und vertikal ausgerichtet; das wäre dann die Mosaiktechnik Opus regulatum.
Es werden jedoch nicht nur Hintergründe, sondern auch Bildmotive in Opus tessellatum gelegt. Auch für Mosaiken mit Ornamentalcharakter ist die Technik des Opus tessellatum typisch.
Opus tessellatum war bei den antiken Griechen und Römern, im frühen Christentum und im Byzantinischen Reich die am meisten benutzte Mosaiktechnik. Sie war eine Weiterentwicklung der Kieselstein-Mosaiktechnik, bei der noch unbearbeitete Steinchen verwendet wurden. Später wurden für die Kieselstein-Mosaiken zusätzlich einige Tesserae verwendet, um kräftigere Farben in das Motiv zu bringen. Schließlich ging man dann im östlichen Mittelmeerraum spätestens seit Ende des 2. Jahrhunderts v. Chr. dazu über, Mosaiken nur noch mit Tesserae zu gestalten. Waren anfangs die Tesserae ausschließlich aus Marmor, so gab es im 2. Jahrhundert n. Chr. auch solche aus intensiv gefärbtem Glas. Mit dem Aufstieg des Römischen Reichs wurde die Opus-tessellatum-Technik im 1. Jahrhundert v. Chr., besonders im italienischen Mutterland, teilweise durch die aufwendigere und teurere Opus-vermiculatum-Technik verdrängt. Ab dem 1. Jahrhundert n. Chr. wurden dann wieder zunehmend Mosaiken in Opus-tessellatum-Technik mit figuralen Motiven für komplette Fußbodenmosaiken verwendet. In der Periode des frühen Christentums wurde Opus tessellatum die vorherrschende Mosaiktechnik.

## Andere Mosaiktechniken
Andere Techniken für die Anfertigung von Mosaiken sind:
- Opus vermiculatum – längliche Steinchen (vermis = lat. für Wurm, vermiculatum = wurmförmig), vorwiegend bei Figurenkompositionen angewandt; kleinere Steinchen;
- Opus sectile
- Opus signinum – keine Mosaiktechnik, aber eine Bautechnik zur Fußbodengestaltung

Synonyme Bezeichnungen für verfestigte Fußböden sind
- Pavimentum Tessellatum: einfachere, meist zweifarbige Mosaikböden, vorwiegend mit geometrischen Ornamenten
- Pavimentum Vermiculatum
- Pavimentum Sectile